# Torine
Torine (en grec antic: Τορύνη) va ser una ciutat del districte de Tespròcia a l'Epir. La flota d'August es va estacionar un temps prop de Torine abans de la batalla d'Àccium, en una badia entre els rius Tíamis i Sibota, probablement a Parga.